# Saint-Judoce
Saint-Judoce è un comune francese di 547 abitanti situato nel dipartimento delle Côtes-d'Armor nella regione della Bretagna.

## Società

### Evoluzione demografica
Abitanti censiti